# نفق المسدة
نَفَقُ المُسِدَّة هو ممر شُكِّل في الثقبة السدادية عن طريق جزء من الغشاء السدادي. وهو يصل الحوض بالفخذ.
ويَعبُر كُلاً من الشريان السدادي، الوريدي السدادي والعصب السدادي من خلال نفق المسدة.

## الأهمية الإكلينيكة
قد يحدث الفتق السدادي في نفق المسدة.